# Jack Barsky
Jack Barsky (* 18. Mai 1949 in Rietschen als Albrecht Dittrich) ist ein deutsch-amerikanischer ehemaliger KGB-Spion.

## Leben
Er wuchs in Köbeln, einem Ortsteil von Bad Muskau auf und erwarb 1967 das Abitur an der Karl-Marx-Oberschule, dem heutigen Erwin-Strittmatter-Gymnasium in Spremberg. Während des Chemiestudiums in Jena, das er unter anderem mit einem Karl-Marx-Stipendium bestritt, trat er der SED bei und übernahm dort erste Funktionen.
1973 wurde er unter Vermittlung der Stasi angeworben und fünf Jahre lang unter anderem auch in Moskau ausgebildet. Seiner Familie wurde erzählt, dass er für das DDR-Außenministerium arbeite, später auch für das sowjetische Raumfahrtprogramm in Kasachstan. Seit 1978 lebte er als Maulwurf unter falscher Identität in den USA. Er nahm den Namen des 1955 im Alter von zehn Jahren gestorbenen Jack Philip Barsky aus Adelphie (Maryland) an. 1988 bestand seitens des KGB die Vermutung, dass er durch Wassili Nikititsch Mitrochin enttarnt wurde. Statt wie angewiesen das Land zu verlassen, gab er eine HIV-Erkrankung vor und blieb. Seine Verhaftung erfolgte erst im Mai 1997. Er war „der vermutlich letzte KGB-Agent in den USA“. 2014 wurde er US-Bürger.
Ursprünglich sollte er in den engeren Bekanntenkreis des Präsidentenberaters Zbigniew Brzeziński eindringen. Während seiner mehrjährigen Undercover-Existenz kam es offenbar nur einmal zu einer realen Spionagetätigkeit für die Sowjetunion. Er verriet einen wirtschaftlich lukrativen Programmcode, zu dem er im Rahmen seiner Tätigkeit als IT-Fachmann Zugriff bekommen hatte. Er hat fünf Kinder und war insgesamt dreimal verheiratet, zeitweise in Bigamie mit einer Ehefrau in den USA und einer in der DDR.

## Schriften
- Jack Barsky, Cindy Coloma: Der falsche Amerikaner: Ein Doppelleben als deutscher KGB-Spion in den USA. 2. Auflage. SCM Hänssler, 2018, ISBN 978-3-7751-5826-8, S. 424 (amerikanisches Englisch: Deep Undercover: My Secret Life and Tangled Allegiances. 2017. Erstausgabe: Tyndale House Publishers).